# انتشار الطحالب الضار
انتشار الطحالب الضار أو تكاثر الطحالب المفرط، يُقصد به تكاثر الطحالب الذي يسبب آثارًا سلبية على الكائنات الحية الأخرى من خلال السموم الطبيعية التي تنتجها الطحالب، أو الأضرار الميكانيكية للكائنات الأخرى، أو الطرق أخرى. يقتصر تعريف انتشار الطحالب الضار في بعض الأحيان على تكاثر الطحالب التي تنتج السموم، وأحيانًا أي تكاثر للطحالب يمكن أن يؤدي إلى انخفاض شديد في مستويات الأكسجين في المياه الطبيعية، مما يؤدي إلى قتل الكائنات الحية في المياه البحرية أو المياه العذبة.
يمكن أن يستمر التكاثر من أيام إلى عدة أشهر، وعند انتهائه وموت الطحالب، تستهلك الميكروبات التي تحلل الطحالب الميتة المزيد من الأكسجين، ما ينتج عنه «منطقة ميتة» يمكن أن تسبب نفوق الأسماك. لا تستطيع الأسماك ولا النباتات البقاء على قيد الحياة، عندما تغطي هذه المناطق مساحة كبيرة لفترة طويلة من الزمن. يُطلق على انتشار الطحالب الضار في البيئات البحرية غالبًا مصطلح «المد الأحمر». لا يتضح معظم الأحيان سبب انتشار الطحالب الضار باعتبار أن حدوثه في بعض المواقع يبدو طبيعيًا تمامَا، بينما يبدو أنه في أماكن أخرى ناجم عن الأنشطة البشرية. تتوفر في بعض المواقع صلات بعوامل محركة مثل المغذيات، إلا أن انتشار الطحالب الضار قبل أن يبدأ النشاط البشري في التأثير على البيئة.
يتحفز انتشار الطحالب الضار من خلال فرط المغذيات أو ما يُعرف بالتخثث أي الوفرة الزائدة من العناصر الغذائية في الماء. أكثر العناصر الغذائية شيوعًا هما النيتروجين الثابت (النترات والأمونيا واليوريا) والفوسفات. تنبعث المغذيات الزائدة من الزراعة والتلوث الصناعي والاستخدام المفرط للأسمدة في المناطق الحضرية/الضواحي وما يرتبط بذلك من الجريان السطحي في المناطق الحضرية. يساهم في ذلك أيضًا ارتفاع درجة الحرارة وانخفاض التوزيع. يمكن أن يتسبب انتشار الطحالب الضار بأضرار كبيرة على الحيوانات والبيئة والاقتصاد. زاد حجم انتشار الطحالب الضار وتواتره في جميع أنحاء العالم، وهي حقيقة يعزوها العديد من الخبراء إلى تغير المناخ العالمي. تتنبأ الإدارة الوطنية الأمريكية للمحيطات والغلاف الجوي بمزيد من الانتشار الضار للطحالب في المحيط الهادئ. تشمل طرق التعامل المحتملة المعالجة الكيميائية، والخزانات الإضافية، وأجهزة الاستشعار وأجهزة المراقبة، وتقليل جريان المغذيات، والبحث والإدارة، فضلًا عن المراقبة والإبلاغ.
ينقل الجريان السطحي فوق الأرض، والذي يحتوي على الأسمدة ومياه الصرف الصحي ومخلفات الماشية، المغذيات الوفيرة إلى مياه البحر ويحفز حالات التكاثر. توفر الأسباب الطبيعية، مثل فيضانات الأنهار أو تدفق المغذيات من قاع البحر، وغالبًا في أعقاب العواصف الشديدة، العناصر الغذائية وتؤدي إلى حدوث حالات التكاثر أيضًا. تساهم التنمية الساحلية المتزايدة وتربية الأحياء المائية في حدوث تكاثر الطحالب الضار في المناطق الساحلية. يمكن أن تتفاقم تأثيرات انتشار الطحالب الضار محليًا بسبب دوران لانجموير الذي تحركه الرياح وتأثيراته البيولوجية.

## الوصف والتعريف
يمكن أن تظهر حالات انتشار الطحالب الضار من البكتريا الزرقاء (الطحالب الخضراء المزرقة) على شكل رغوة أو زبد أو بساط فوق سطح الماء أو تحته مباشرة ويمكن أن تأخذ ألوانًا مختلفة اعتمادًا على أصباغها. تتكاثر البكتيريا الزرقاء في بحيرات أو أنهار المياه العذبة وقد تبدو خضراء زاهية، مع خطوط سطحية تشبه الطلاء الطافي. يعدّ انتشار البكتيريا الزرقاء مشكلة عالمية.
تزدهر حالات الانتشار في المياه الدافئة ذات المغذيات الزائدة. تعود الآثار الضارة لمثل حالات الانتشار هذه إلى السموم التي تنتجها أو بسبب استخدام الأكسجين في الماء الذي يمكن أن يؤدي إلى نفوق الأسماك. لا تنتج جميع الطحالب سمومًا، بل تغير لون الماء فقط، وتنتج رائحة كريهة، أو تضفي طعم سيئ إلى الماء. لا يمكن معرفة ما إذا كان التكاثر ضارًا من المظاهر فقط، إذ يلزم أخذ عينات وإجراء فحص مجهري. لا يكفي الفحص المجهري في كثير من الحالات لمعرفة الفرق بين المجموعات السامة وغير السامة، ويمكن عندها استخدام الأدوات لقياس مستوى السم أو لتحديد ما إذا كانت جينات إنتاج السموم موجودة.

## الاصطلاح
يمكن تعريف انتشار الطحالب الضار- بتعريف ضيق- على أنه التكاثر الذي يؤدي إلى إطلاق السموم المؤثرة على الأنواع الأخرى. يمكن أن يتسبب تكاثر الطحالب من ناحية أخرى بظهور مناطق ميتة بسبب انخفاض مستويات الأكسجين، لذا يمكن تسميته «ضار» بهذا المعنى. يتنوع استخدام مصطلح «انتشار الطحالب الضار» في وسائل الإعلام والأدبيات العلمية. يمكن اعتبار- في تعريف أوسع- أن جميع «الكائنات الحية والأحداث من ضمن انتشار الطحالب الضار إذا أثرت سلبًا على صحة الإنسان أو المصالح الاجتماعية والاقتصادية أو إذا كانت ضارة بالأنظمة المائية». يعدّ انتشار الطحالب الضار «مفهومًا مجتمعيًا أكثر من كونه تعريفًا علميًا».
اعتمدت وكالة حماية البيئة الأمريكية في عام 2008 تعريفًا واسعًا لانتشار الطحالب الضار يقتضي بأنه يشمل «الأنواع السامة (ذاتية التغذية، وغيرية التغذية) ومنتجات الكتلة الحيوية العالية التي يمكن أن تسبب نقص الأكسجة ونقص الأكسجين ونفوق عشوائي للحياة البحرية بعد الوصول إلى تركيزات كثيفة، سواء أُنتجت السموم أو لا».

### المد الأحمر
يُشار إلى تكاثر الطحالب الضار في المناطق الساحلية باسم «المد الأحمر». اشتُق هذا المصطلح من تكاثر أي نوع من عدة أنواع من السوطيات الدوارة، مثل دوارة كارين القصيرة. ظل المصطلح مضللًا لأن تكاثر الطحالب يمكن أن يختلف اختلافًا كبيرًا في اللون، ونمو الطحالب لا علاقة له بالمد والجزر. لا تنتج كل ظواهر المد الأحمر من قبل السوطيات الدوارة، إذ ينتج الميزودينيوم الأحمر الهديبي خليطي التغذية أحداثًا تكاثرية غير سامة بلون أحمر غامق بواسطة البلاستيدات الخضراء التي تحصل عليها من الطحالب التي تأكلها.
يُستبدل بمصطلحات أكثر دقة عند استخدامه بسياق تقني، بما في ذلك المصطلح العام «انتشار/تكاثر الطحالب الضار» عند وصف الأنواع الضارة، ومصطلح «انتشار/تكاثر الطحالب» للأنواع غير الضارة.

## الأنماط
يحدث انتشار الطحالب الضار من خلال ثلاثة أنواع رئيسية من العوالق النباتية التي يمكن أن تساهم فيه: البكتريا الزرقاء، والسوطيات الدوارة، والمشطورات. تتكون الأنواع الثلاثة من كائنات مجهرية عائمة يمكنها- كالنباتات- إنتاج طعامها من ضوء الشمس عن طريق التمثيل الضوئي. تجعل هذه القدرة الغالبية منها جزءًا أساسيًا من الشبكة الغذائية للأسماك الصغيرة والكائنات الحية الأخرى.

## الأسباب
لا يتضح أحيانًا سبب حدوث انتشار الطحالب الضار، إذ يبدو أن انتشار الطحالب الضار في بعض المواقع أمرًا طبيعيًا تمامًا، بينما يبدو في أماكن أخرى أنه نتيجة للأنشطة البشرية. هناك العديد من الأنواع المختلفة من الطحالب التي يمكن أن تتسبب بانتشار ضار، ولكل منها متطلبات بيئية مختلفة لتحقيق النمو الأمثل. رُبط تواتر انتشار الطحالب الضار وشدته في بعض أجزاء العالم بزيادة تحميل المغذيات من الأنشطة البشرية. يعد انتشار الطحالب الضار في مناطق أخرى حدثًا موسميًا يمكن التنبؤ به، إذ ينتج عن تصاعد التيارات الساحلية، كنتيجة طبيعية لحركة تيارات محيطية معينة.
يتحدد نمو العوالق البحرية (السامة وغير السامة) عمومًا بتوافر النترات والفوسفات، والتي يمكن أن تكون وفيرة في مناطق التيارات الساحلية الصاعدة، وأيضًا في مياه الصرف الزراعي. يعد نوعا النترات والفوسفات المتاحان في النظام من العوامل المساهمة، إذ يمكن أن تنمو العوالق النباتية بمعدلات مختلفة اعتمادًا على الوفرة النسبية لهذه المواد (مثل الأمونيا واليوريا وأيون النترات).